# Битва при Вейкфілді
 — Битва при Вейкфілді;
  — инші битви;
 — инші місця.
Битва при Вейкфілді (англ. Battle of Wakefield) — одна з ключових битв війни Червоної та Білої троянд, яка відбулася 30 грудня 1460 року біля міста Вейкфілд, Західний Йоркшир. З одного боку виступала армія Ланкастерів, лояльна до полоненого короля Генріха VI, королеви Маргарити Анжуйської та їх малолітнього сина Едуарда, принца Уельського, з іншого перебувала армія Річарда, герцога Йоркського, який також пред'являв права на трон. 
Протягом кількох років до бою герцог Йоркський став все більше протистояти ослабленому двору короля Генріха VI. Після того, як король став його ув'язненим, він претендував на трон, але не мав достатньої підтримки. Замість цього, в угоді, відомій як Акт Згоди (англ. Act of Accord), він став спадкоємцем престолу Генріха VI, витістивши з спадщини 7-річного сина Генріха та Маргарити Едуарда, принца Уельського. Маргарита Анжуйська та кілька видатних дворян непримиренно виступили проти цієї згоди і концентрували свої армії на півночі. Річард вирушив на північ розібратись з ними, але, як виявилось, він був у меншості.
Хоча він і зайняв замок Сандаль, згодом герцог Йоркський відійшов від замку 30 грудня. Причини, які змусили його зробити так, варіювались від зради деяких дворян і ланкастерських верхів, яких Йорк вважав своїми союзниками, до простої необдуманості і прорахунку.
В результаті армія Йорків була розбита, багато провідних прихильників династії Йорка і їхніх сімей померло в ході битви або були взяті в полон і невдовзі страчені. Сам Йорк теж був убитий під час битви. Його голова в паперовій короні була виставлена на загальний огляд.

## Передісторія
Ланкастери зайняли трон Англії у 1399 році, коли Генріх Болінгброк, герцог Ланкастер, скинув свого кузена, непопулярного короля Річарда II, і був коронований як Генріх IV.
Онук Болингброка, Генріх VI, став королем в 1422 році у віці всього лише дев'яти місяців. Він виріс бездарним правителем, і до того ж був схильний до нападів божевілля. Між регентами і радниками, які правили від імені Генріха, наростали суперечності, особливо в тому, що стосувалося ведення Столітньої війни з Францією. До сорокових років XV століття сформувалися дві протиборчі партії під проводом відповідно Генрі Бофорта (дядько Герніха V), герцога Сомерсета, і Річарда, герцога Йоркського, який був найбагатшим землевласником в країні.
У вересні після Нортгемптонскої битви, герцог Йоркський прибув до Лондона, і хоча й не зміг здобути корону, він отримав від Генріха VI право на неї для себе і своїх спадкоємців після його смерті. Але королева Маргарита, яка перебувала у Північному Уельсі, не була готова погодитися на позбавлення її сина спадщини, і незабаром зібрала велику армію на півночі. Річард, герцог Йоркський відправився, щоб зустріти її і з армією у 5000-6000 вояків. Його армія досягла замку біля Вейкфілду у переддень Різдва. Через кілька днів сюди підійшла набагато більш численна армія ланкастерців.